# Бертранд Бараона, Франсиско
Франсиско Бертранд Бараона (исп. Francisco Bertrand Barahona; 9 октября 1866, Хутикальпа, Оланчо, Гондурас — 15 июля 1926, Ла-Сейба, Атлантида, Гондурас) — гондурасский хирург, доктор медицины, политический и государственный деятель. Трижды президент Гондураса (дважды — временно) (1911 — 1912; 1913 — 1916; 1916 — 1919). Ушёл в отставку после гражданской войны.

## Биография

### Ранняя жизнь
Родился 9 октября 1866 года в городе Хутикальпа в семье Педро Бертранда, коренного каталонца, и Хосефы Бараона, местной женщины. Образование получил в Сальвадорском университете.

### Политическая карьера
С 1911 по 1912 год был временным президентом Гондураса после отставки Мигеля Рафаэля Давилы Куэльяра. Перед этим был посредником между правительством Давилы Куэльяра и военно-политической оппозицией, возглавляемой, однопартийцем Бертранда, Мануэлем Бонильей Чириносом.
В 1912 году стал вице-президентом Гондураса после победы Мануэля Бонильи на президентских выборах 1911 года.
После отставки и смерти Мануэля Бонильи стал временным президентом Гондураса 21 марта 1913 года.
В 1916 году победил на президентских выборах в октябре 1915 года, став президентом Гондураса.
Во время своего срока завершил строительство дороги, которое, было начато Теренсио Сьеррой, от города Тамара до города Комаягуа. Также он руководил строительством Президентского дворца, парка Мануэля Бонильи в районе Ла-Леона, моста Пимиента через реку Улуа и здания центрального телеграфа.
Боролся с неграмотностью, спонсировал создание первой женской практической технической школы, были созданы начальные школы для обучения рабочих в промышленных центрах. В 1918 году объявил войну Германии.
В последний год своего пребывания на посту президента он был вынужден уйти в отставку, так как по Конституции Гондураса президент не может баллотироваться на второй срок. Он поддержал кандидатуру своего зятя Насарио Сориано, однако, когда стало ясно, что последний не победил, аннулировал выборы, тем самым начав гражданскую войну, которая завершилась в сентябре 1919 года вмешательством дипломата из США.

### Дальнейшая жизнь и смерть
Сам Бертранд передал власть Совету Министров во главе с Сальвадором Агирре и уехал в Соединённые Штаты, где он и жил. В 1926 году вернулся в Гондурас, и поселился в городе Ла-Сейба, где и умер 15 июля 1926 года.